# Eidgenössisches Flugzeugwerk
Das Unternehmen Eidgenössisches Flugzeugwerk (F+W) (französisch Fabrique fédérale d'avions) in Emmen LU war ein Regiebetrieb und Teil der Gruppe für Rüstungsdienste des Eidgenössischen Militärdepartements (heute VBS). Das F+W hatte das Ziel, im Bereich der militärischen Fliegerei die Schweizer Landesverteidigung von importierten Rüstungsgütern und in Krisenzeiten unabhängig zu machen sowie den Unterhalt der bestehenden Flotte sicherzustellen. Im Kürzel „F+W“ steht das „+“ für das Schweizerkreuz, also für „eidgenössisch“; analoge Abkürzungen waren und sind auch für andere Bundesbetriebe üblich. 1940 wurde die Flugtechnische Abteilung der Eidgenössischen Konstruktionswerkstätte von Thun nach Emmen verlegt. 1943 wurde sie aus der Eidgenössischen Konstruktionswerkstätte ausgegliedert und innerhalb der Militäradministration als Eidgenössisches Flugzeugwerk (F+W) selbständig gemacht. Heute ist das Werk mit allen später entstandenen Niederlassungen Teil des privatrechtlich organisierten Technologie-Konzerns RUAG und hat als Division RUAG Aviation seinen Hauptsitz in Emmen.

## Raumfahrtaktivitäten
Die Schweiz gehörte 1962 mit zu den Gründungsstaaten der ESRO, die danach in der heutigen ESA aufging.  Um "freie Kapazitäten in Forschung, Entwicklung und Produktion auszulasten und eine Wechselwirkung mit unserem traditionellen Flugzeugbau zu erhalten." beteiligte sich F+W an Raumfahrtprojekten. Heute gehören diese Aktivitäten zur RUAG und sind in der Division RUAG Space.

## Lenkwaffen
Der Lizenzbau wie auch Unterhalt diverser Lenkwaffen gehörte zum Aufgabenfeld der Flugzeugwerke. So unter anderem auch:
- Fliegerabwehrlenkwaffe Boden/Luft 64 "Bloodhound"
- Panzerabwehrlenkwaffe Boden/Boden 65 "Bantam"
- Panzerabwehrlenkwaffe Boden/Boden 77 "Dragon" inkl. diverser Leistungssteigerungen
- Panzerabwehrlenkwaffe Boden/Boden "Tow 2"

## Flugzeugtypen
Vergleiche auch die Flugzeuge von der K+W in Thun, die von 1915 bis 1943 für den Bau und den Unterhalt der Flugzeuge der Schweizer Luftwaffe zuständig waren.

### Eigenentwicklung
- N-20 Aiguillon
- K+W C-36
- C-3605
- ADS 95 (heute RUAG Ranger)

### Lizenzbau
- D-3800 (Morane-Saulnier MS.406)[2]
- Aérospatiale SA-319 "Alouette III"
- Dassault Mirage III
- Northrop F-5 "Tiger"
- Aérospatiale AS 332 "Super Puma" und Aerospatiale AS532 "Cougar"
- McDonnell Douglas F/A-18 C/D